# Bernard de Kilwinning
Bernard de Kilwinning (falecido em 1331) foi um abade e bispo da Igreja Católica. A autoria da Declaração de Arbroath lhe é creditada.